# Албрехт III фон Хоенлое-Нойенщайн
Албрехт III фон Хоенлое-Нойенщайн (на немски: Albrecht III von Hohenlohe-Neuenstein; † 19 август 1551) е граф на Хоенлое-Нойенщайн.

## Биография
Той е син на граф Крафт VI фон Хоенлое-Вайкерсхайм (1452 – 1503) и съпругата му Хелена фон Вюртемберг († 1506), дъщеря на граф Улрих V фон Вюртемберг и Маргарета Савойска. Брат е на Георг I фон Хоенлое-Валденбург (1488 – 1551). Другите му братя са духовници. Сестра му Маргарета (1480 – 1522) се омъжва през 1499 г. за пфалцграф Александер фон Цвайбрюкен (1462 – 1514).
Албрехт III се жени на 15 март 1507 г. в Ротенбург за Ванделберта фон Хоенцолерн (* 1484/1485; † сл. 1553), дъщеря на граф Айтел Фридрих II фон Хоенцолерн (1452 – 1512) и съпругата му маркграфиня Магдалена фон Бранденбург (1460 – 1496), дъщеря на маркграф Фридрих III фон Бранденбург († 1463). Те нямат деца.
Албрехт III умира на 19 август 1551 г. Съпругата му Ванделберта става монахиня в Пфорцхайм и умира там след 1553 г.